# Alexander Sørloth
Alexander Sørloth (* 5. prosince 1995 Trondheim) je norský profesionální fotbalista, který hraje na pozici útočníka za španělský klub Atlético Madrid a za norský národní tým.

## Klubová kariéra
Po několika letech v juniorských týmech podepsal v červenci 2013 první profesionální smlouvu. První zápas za Rosenborg BK odehrál 11. července 2013 v Evropské lize proti severoirskému Crusaders FC a po sedmi minutách na hřišti zužitkoval přihrávku Bořka Dočkala a skóroval (Rosenborg vyhrál 7:2). V Tippeligaen debutoval 20. července 2014 proti Sogndalu. Na sezonu 2015 byl poslán na roční hostování do FK Bodø/Glimt, kde ve 26 zápasech vstřelil 13 gólů a zapsal 5 asistencí. V listopadu 2015 podepsal smlouvu na 4,5 roku s nizozemským FC Groningen. V červnu 2017 podepsal čtyřletou smlouvu s dánským Midtjyllandem. V lednu 2019 podepsal smlouvu s anglickým Crystal Palace FC, přestupová částka byla 9 milionů liber (~267 milionů korun). V Premier League debutoval 10. února proti Evertonu. V lednu 2019 odešel na půlroční hostování do belgického Gentu. V srpnu 2019 odešel na dvouleté hostování do tureckého Trabzonsporu. Za Trabzonspor debutoval 8. srpna v utkání 3. předkola Evropské ligy na hřišti pražské Sparty a v 89. minutě si připsal první gól a zajistil tak remízu 2:2. Skóroval i v odvetě a výrazně tak přispěl k postupu tureckého klubu a vyřazení Sparty z pohárů.